# Мартин Олсон
Мартин Тони Ваиква Олсон (швед. Martin Tony Waikwa Olsson, 17. мај 1988) шведски је фудбалер који наступа за Свонзи сити.

## Приватно
Олсон је рођен у месту Јевле, Шведска. Има брата близанца, Маркуса, који игра за Дерби каунти. Отац му је Швеђанин, а мајка пореклом из Кеније. Његов зет је кошаркаш Далас меверикса Дирк Новицки, који је ожењен за Мартинову сестру Џесику Олсон.

## Клупска каријера
Играо је у млађим категоријама шведског клуба Хегаборгс. У јануару 2006, наставио је каријеру клубу Блекбурн роверсима.
Крајем 2007. године, дебитовао је за Блекбурн у Премијер лиги. Од тада је одиграо 117 утакмица у првенству Енглеске. У лето 2013. године преселио се у Норич Сити, где је провео три и по године.
Дана 17. новембра 2017. године постао је играч Свонзи Ситија потписивањем уговора на две и по године.

## Репрезентација
Године 2010. дебитовао је на званичним утакмицама за сениорску репрезентацију Шведске. Постигао је пет голова за национални тим. Играо је за Шведску на два Европска првенства 2012. и 2016. године.
У мају 2018. године, био је уврштен у састав Шведске на Светском првенству у Русији 2018. године.

### Голови за репрезентацију
Голови Олсона у дресу са државним грбом
| # | Датум              | Место    | Противник           | Гол | Резултат | Такмичење                                 |
| - | ------------------ | -------- | ------------------- | --- | -------- | ----------------------------------------- |
| 1 | 29. мај 2010.      | Солна    | Босна и Херцеговина | 2:1 | 4:2      | Пријатељска утакмица                      |
| 2 | 29. мај 2010.      | Солна    | Босна и Херцеговина | 3:1 | 4:2      | Пријатељска утакмица                      |
| 3 | 6. септембар 2011. | Серавале | Сан Марино          | 3:0 | 5:0      | Квалификације за Европско првенство 2012. |
| 4 | 7. октобар 2011.   | Хелсинки | Финска              | 2:1 | 2:1      | Квалификације за Европско првенство 2012. |
| 5 | 11. октобар 2013.  | Солна    | Аустрија            | 1:1 | 2:1      | Квалификације за Светско првенство 2014.  |